# راوي الحاج
راوي الحاج (1964 -) هو كاتب ومصور لبناني كندي يُقيم في كندا.

## حياته
ولد راوي الحاج في بيروت في أول يناير 1964، ترعرع بين بيروت وقبرص، ثم انتقل إلى نيويورك عام 1982. درس اللغة الإنجليزية، عمل في البداية كبائع متجول ثم نادل في مطعم، ثم كسائق سيارة أجرة، وفي عام 1992 انتقل للعيش في مونتريال بكندا؛ حيث درس التصوير، والتحق بجامعة كونكورديا. بدأ بكتابة القصص القصيرة؛ فنشر مقالات وقصصًا قصيرة ثم انكب على الكتابة الروائية. كما عُرضت بعض أعماله التصويرية في المتحف الكندي للحضارة في أوتاوا.

## عمله بالكتابة
نشر الحاج العديد من القصص القصيرة خاصةً ذات الطابع الخيالي في المجلات الكندية والأمريكية، ورُشحت روايته الأولى لعبة دي نيرو لجوائز كندية وعالمية، ونالت عدداً من الجوائز، وتُرجمت إلى أكثر من 20 لغة حية، وتدور أحداثها في بيروت زمن الحرب الأهلية اللبنانية، وفازت بجائزة «أمباك دبلن» الأدبية لعام 2008، كما حصلت أيضًا على جائزتين من كيبيك، وهما جائزة هيو ماكلينان للآداب التي يمنحها اتحاد كتّاب كيبك، وجائزة مكاسلان الأولى للكتاب. وتُرجمت إلى اللغة العربية في عام 2008 تحت اسم «مصائر الغبار».
نُشرت روايته الثانية «صرصار» في عام 2008، ورُشحت لجائزة جيلر وجائزة جافرنر جنيرال، وجائزة روجرز لأدباء الخيال. وحصلت على جائزة هيو ماكلينان للخيال في عام 2008، كما حصل على ذات الجائزة في 2012 عن رواية «كرنفال». وفي أغسطس 2013 حصل على لقب الكاتب التاسع لمكتبة فانكوفر العامة. كما رُشحت روايته «جمعية بيروت هيلفاير» لجائزة جيلر لعام 2018، ولجائزة روجرز لأدب الخيال،  وجائزة جافرنر جنيرال لأدب الخيال باللغة الإنجليزية.

## رواياته
- لعبة دي نيرو (2006)
- صرصار (2008
- كرنفال (2012)، ترجمتها إلى العربية ريتا بستاني، وصدرت عن شركة المطبوعات للتوزيع والنشر.[3]
- جمعية بيروت هيلفاير (2018)
- كلاب شاردة (2024) ترجمها إلى العربية أسامة أسعد، وصدرت عن شركة المطبوعات- بيروت[14]

## جوائز وترشيحات
- فاز بجائزة هيو ماكلينان للآداب التي يمنحها اتحاد كتّاب كيبك عن رواية “لعبة دي نيرو” سنة 2006.[15]
- فاز بجائزة مكاسلان الأولى للكتاب سنة 2006.[15]
- فاز بجائزة «أمباك دبلن» الأدبية سنة 2008.[16]
- جائزة هيو ماكلينان للآداب عن رواية “صرصار” عام 2008.[4]
- فاز بجائزة كيبيك بوك سيليرز سنة 2008.[17]
- فائز بجائزة لي كومبات ديس ليفريس سنة 2009.[18]
- جائزة هيو ماكلينان للآداب عن رواية “كرنفال ” عام 2012.[4]

## روابط خارجية
- راوي الحاج على موقع IMDb (الإنجليزية)